# Kultura ceramiki wstęgowej rytej

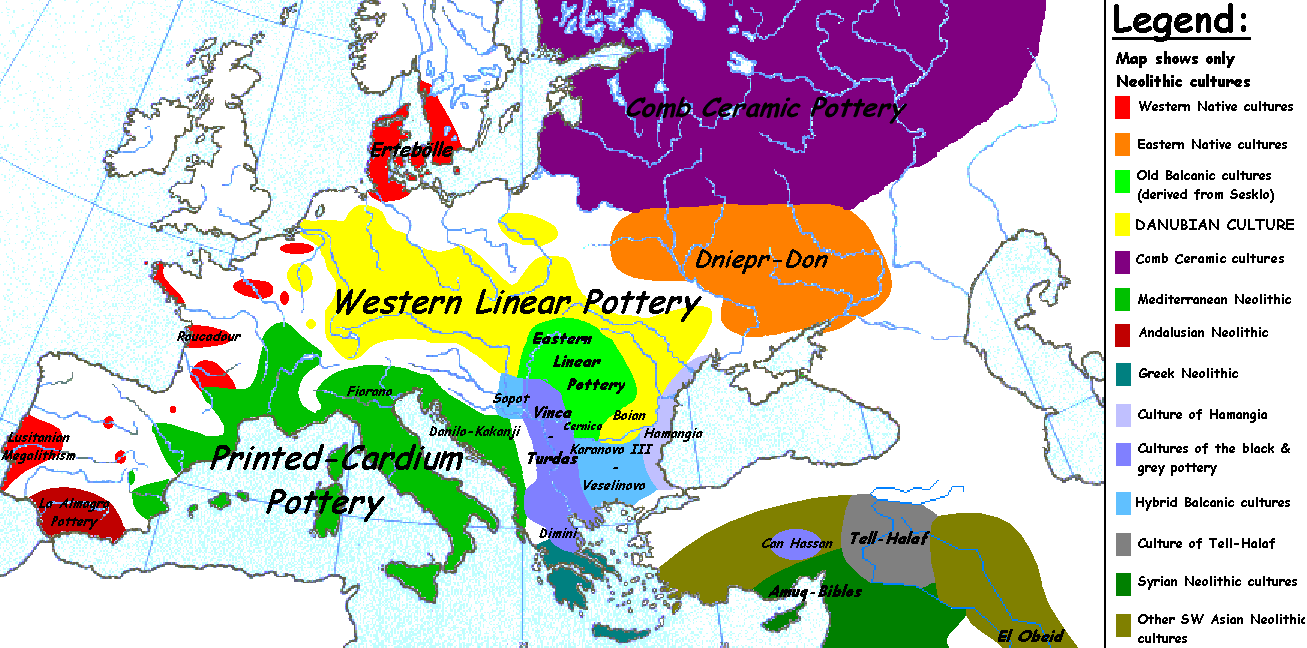
Mapa neolitycznej Europy, ok. 4 500-4 000 p.n.e.

Kultura ceramiki wstęgowej rytej (KCWR) – neolityczna kultura z kręgu kultur naddunajskich. Jej nazwa pochodzi od kulistej formy naczyń glinianych zdobionych ornamentem rytym w postaci wstęg spiralnych i innych wątków geometrycznych.
Przedstawiciele tej kultury przywędrowali na obszar dzisiejszej Polski przez Bramę Morawską oraz Kotlinę Kłodzką ok. 5600 p.n.e. KCWR trwała do ok. 4900 p.n.e.
Była to pierwsza w pełni neolityczna kultura na polskich ziemiach. Przemieszczała się na południu Polski stosunkowo szybko (3 km na rok), posuwając się wzdłuż linii Wisły i Warty.
Kultura ta dzieliła się na 3 fazy: wczesną, środkową i późną. W każdej fazie występowały odrębne grupy.
Do tego cyklu kulturowego zalicza się również:
- kultura badeńska
- kultura lendzielska
- kultura pucharów lejkowatych
- kultura amfor kulistych
- kultura ceramiki sznurowej
- kultura pucharów dzwonowatych

## Terytorium

### Wschodni odłam
Wschodni odłam KCWR zajmował terytorium Wielkiej Niziny Węgierskiej, Kotlinę Koszycką, Nizinę Wschodniosłowacką oraz Ukrainę Zakarpacką i składał się z wielu silnie zróżnicowanych grup lokalnych.
W literaturze funkcjonuje pod nazwami:
- alfoldzka ceramika linearna;
- kultura wschodniosłowackiej ceramiki linearnej;
- kultura ceramiki linearnej.

Jego geneza jest związana z kulturą ceramiki malowanej, a w szczególności z kulturą Koros. Kontynuował stary model gospodarki typu anatolijsko-bałkańskiego, oparty na hodowli kóz i owiec. Z powodu silnego przywiązania do tradycji, nigdy nie rozprzestrzenił się poza swe rdzenne terytoria.

### Zachodni odłam
Krąg zachodniolinearny wytworzył się na terenach leżących na północ od ziem zajmowanych przez kultury z ceramiką malowaną.
W okresie 5600 - 5400 p.n.e. zajmował Transdanubię, Słowację zachodnią, Dolną Austrię, północną część Wielkiej Niziny Węgierskiej, Nizinę Wschodniosłowacką, Kotlinę Koszycką. Jego zachodnia granica sięgała Nadrenii, a północna - Wisły.
W przedziale czasowym obejmującym lata 5400/5100 - 4900 p.n.e. terytorium KCWR powiększyło się o Basen Paryski, Holandię, Mołdawię, Wołyń, Podole i dolinę Dniestru.

### Centrum i rozprzestrzenianie się
KCWR była pierwszą neolityczną kulturą, która pojawiła się w Europie Środkowej. Jej centrum obejmowało Transdanubię, południowo-zachodnią Słowację oraz przyległe terytoria Burgenlandu i Dolnej Austrii. Stąd ekspandowała na dalsze obszary, przemieszczając się wzdłuż dolin rzecznych. Na teren Polski dotarła przez Bramę Morawską, a później wędrowała wzdłuż rzek Odry i Wisły.
Zajmowanie kolejnych ziem najprawdopodobniej odbywało się na zasadzie "fali". Potomkowie neolitycznych osadników opuszczali swe rodzinne strony i zapuszczając się na terytoria zajęte przez ludność mezolityczną, zakładali swoje własne siedziby. Być może, iż przy okazji następowała akulturacja i napotkani przedstawiciele starszych kultur przejmowali zwyczaje nowo przybyłych. Potwierdzeniem tej teorii byłby fakt, że im dalej od centrum KCWR, tym elementy autochtoniczne kultur mezolitycznych są bardziej widoczne.

## Osadnictwo
Ludność tej kultury zajmowała najlepsze gleby nadające się pod uprawę, przede wszystkim urodzajne gleby lessowe południowej strefy obecnych ziem polskich - tu odkryto najstarsze osady tej kultury, lokalizowane na brzegach dolin rzecznych. Osadnictwo było ruchome, po wyeksploatowaniu ziemi przenoszono się na nowe tereny. Osady były zasiedlane przez około 15 lat, po czym przenoszono się w nowe miejsca. Do starych siedzib powracano nie wcześniej niż po 45-60 latach.
Podstawową jednostką osadniczą KCWR był dom-gospodarstwo. Kilka takich domów składało się na osadę, w której mogło mieszkać od 100 do 200 osób przez kilka pokoleń. Wielkość osady mogła dochodzić do 30 ha. Domy miały pokaźne rozmiary. Zbudowane na planie prostokąta, ich długość sięgała 40 m, a szerokość 6–7 m. Konstrukcja budowli opierała się na dębowych słupach wkopanych w ziemię, a przestrzeń między nimi była zapełniona plecionką, uszczelnioną gliną. Całość wraz z dachem podtrzymywał rząd słupów biegnący przez środek domostwa.
Pierwsze osady KCWR miały charakter otwarty, pozbawiony wszelkich umocnień. Dopiero w późnej fazie rozwojowej zaczęły się pojawiać osady obronne, zwłaszcza w zachodniej strefie tej kultury. Być może pojawienie się tych prostych fortyfikacji należy łączyć z pewnymi niepokojami w tym okresie, choć istnieją teorie, które interpretują te umocnienia poprzez powstanie nowej ideologią, kładącej silny nacisk na identyfikację z określonym terytorium.

## Gospodarka
Osiedla KCWR zakładane były na żyznych terasach rzecznych. Na ich skraju zakładano pola otoczone krzewiastymi zaroślami. Uprawiano na nich różnego rodzaju zboża jak: pszenicę płaskurkę, samopszę, orkisz, pszenicę zbitokłosą, jęczmień, proso, groch, soczewicę i mak. Zbierano dzikie jabłka, orzechy, poziomki, czereśnie. Oprócz uprawy zbóż hodowano bydło, owce lub kozy.
W późniejszym okresie rozpowszechniła się gospodarka żarowa. Polegała ona na wyrębie lasu i wypalaniu go. Gleba użyźniona popiołem dostarczała wystarczająco wysokich plonów przez kilka lat. Następnie grupa postępowała tak samo z innym fragmentem lasu.

## Ceramika

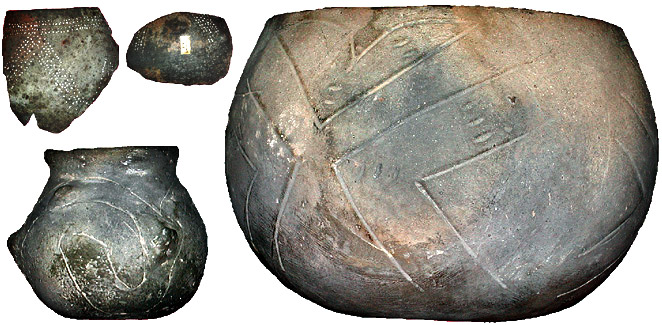
Przykłady ceramiki

Wykonywana najczęściej z ilastych glin typu illitowego. Do naczyń kuchennych dodawano domieszkę organiczną, tłuczeń ceramiczny lub piasek. Natomiast tzw. "zastawa stołowa" w większości była wykonywana bez schudzających domieszek.
Ceramikę lepiono z wałków lub taśm glinianych. Po uformowaniu ścianki naczynia dokładnie wygładzano, wyrównując wszelkie nierówności, a w przypadku naczyń kuchennych, przecierano wiechciem słomy.
Podstawę periodyzacji KCWR stanowi ceramika, wśród której można wyodrębnić cztery fazy rozwojowe:
- 1 faza
  - naczynia baniaste, na nóżkach, z wysokimi szyjkami i naczynia o płaskich dnach - pozostałości wpływów starczewsko-kriszańskich
  - ornamentowane ślimacznicami; potrójnymi, rytymi liniami; znakami esowatymi; reliefami;
  - na ziemiach polskich odpowiednikiem tego okresu jest faza gniechowicka, charakteryzująca się chropowaconymi naczyniami, okrągłymi guzkami spłaszczonymi palcem, krótkimi stopkami, listwami z odciśniętymi palcami
- 2 faza
  - zanik tradycji starczewsko-kriszańskich
  - na terenie Czech i Moraw popularny się staje ornament w kształcie litery "A", tzw. aczkowy
  - w Niemczech okres ten nosi nazwę fazy Flanborg
  - na terenie Polski - faza zofipolska; charakteryzuje się prostokącikami przeciętymi poziomą linią
  - mała ilość plastyki figuralnej
  - zaczęto wykonywać ceramikę dwojakiego rodzaju w zależności od przeznaczenia - grubej i delikatnej roboty
  - naczynia delikatne, tzw. "zastawa stołowa": czarki w kształcie odcinka kuli, miski naczynia amforkowate z szyjkami i niekiedy nalepionymi guzkami lub uszkami
- 3 faza
  - następuje zróżnicowanie lokalne na styl zachodni i wschodni
  - styl zachodni charakteryzuje się motywem zapunktowanej wstęgi i występuje w dorzeczu Odry
  - styl wschodni tzw. styl nutowy, występuje na terenie Moraw, w zachodniej Małopolsce, zachodniej Ukrainie i Mołdawii
- 4 faza
  - lokalne zróżnicowanie ulega pogłębieniu
  - w prowincji wschodniej tj. w zachodniej Małopolsce, na Wyżynie Sandomierskiej oraz Pogórzu Rzeszowskim następuje przejście od stylu nutowego do żeliezowskiego (linie ryte połączone karbami),
  - na obszarze Wyżyny Lubelskiej i Wołyńskiej styl żeliezowski nie występuje, ponieważ został przerwany kontakt między prowincją wschodnią a Słowacją; do końca istnienia KCWR na tym terenie występuje styl nutowy
  - w prowincji zachodniej obejmującej Morawy, Czechy oraz dorzecze Odry wyodrębnia się styl szarecki, czyli linie pokryte trójkątnymi nacięciami oraz odciśniętymi stempelkami
  - czarki szeroko otworowe z początków rozwoju KCWR teraz przybrały kształt kulisty z wysokimi szyjkami, przypominając swą formą gruszkę

## Krzemieniarstwo
Surowiec do wytwarzania narzędzi uzyskiwano w dwojaki sposób. Albo wyprawiano się do złóż krzemienia, gdzie zaopatrywano się w jego bryły i transportowano je do osad. Albo stosowano handel wymienny i wymieniano posiadane dobra na potrzebny surowiec.
Można wyróżnić strefy zdominowane przez określony rodzaj krzemienia. Było to spowodowane bliskością złóż danego surowca i większą łatwością w jego transporcie. I tak w Małopolsce dominował krzemień jurajski, na wschodniej Lubelszczyźnie - wołyński, a na Kujawach krzemień czekoladowy i bałtycki. Za pomocą techniki dwupiętrowego rdzenia, wytwarzano charakterystyczne inwentarze. Dominowały w nich krótkie, wachlarzowate drapacze wiórowe, półtylczaki oraz wióry bez retuszu, za to z wyświeceniami żniwnymi. Występowały także długie przekłuwacze z dobrze wyodrębnionym żądłem oraz bardzo nieliczne rylce (łamańce, jedynaki). Bardzo charakterystyczne były dla tej kultury siekiery kamienne w kształcie kopyta szewskiego.

## Obrządek pogrzebowy
Zmarli byli chowani zarówno na terenie osad, jak i na osobno wydzielonych cmentarzyskach. Szczątki pochodzące z osiedli zazwyczaj należą do dzieci i kobiet z niewielkim odsetkiem mężczyzn. Niekiedy kontekst odkrycia oraz stan zachowanych kości, sugerują praktyki kanibalistyczne. Na cmentarzyskach liczących sobie nawet do 200 pochówków szkieletowych, najprawdopodobniej byli chowani mieszkańcy kilku osad. Zmarłych składano w pozycji skurczonej najczęściej na lewym boku z niewielką ilością darów.
Liczba pochówków waha się w zależności od zamieszkiwanych terytoriów. Na przykład na terenie Małopolski na 600 lat rozwoju KCWR odkryto jedynie 15 pochówków, a na terenie Saksonii znajdują się cmentarzyska takie jak Wandersleben, czy Aiterhofen z ponad 200 grobami.

## Sfera duchowa
Oprócz charakterystycznego ozdabiania ceramiki, artystyczne talenty ludności KCWR przejawiały się także na inne sposoby. Wyrabiano paciorki z różnego rodzaju surowców (kości, muszle, glina, kamień), którymi obszywano stroje. Pochówek tego rodzaju odkryto w Samborcu. Zmarły posiadał na sobie coś w rodzaju spódniczki lub szerokiego pasa obszytego kościanymi paciorkami ułożonymi w rzędach. Inne paciorki zdobiły głowę zmarłego.
Kultura KCWR pozostawiła po sobie także nieliczne przykłady plastyki figuralnej. Najczęstszym motywem była schematycznie oddana postać kobieca, nierzadko ozdobiona ornamentem rytym.
Podobne figurki odnaleziono w Nosocicach oraz Krakowie-Pleszowie.
Występowały także figurki antropomorficzne, zwłaszcza jako wykończenia naczyń.